# Нгапандуэтнбу, Симон
Симо́н Брэди́ Нгапандуэтнбу́ (фр. Simon Brady Ngapandouetnbu; род. 12 апреля 2003, Фумбан, Западный регион) — камерунский футболист, вратарь клуба «Олимпик Марсель». Выступает на правах аренды за клуб «Ним». 
Нгапандуэтнбу родился в Камеруне, но в юном возрасте переехал во Францию.

## Клубная карьера
Нгапандуэтнбу — воспитанник клуба «Марсель». В 2019 году Симон для получения игровой практики начал выступать за дублирующий состав.

## Международная карьера
В 2022 году принял решение выступать за сборную Камеруна и 13 сентября главный тренер команды Ригобер Сонг впервые вызвал игрока для участия в товарищеских матчах против сборных Узбекистана и Южной Кореи. Однако на поле в этих играх не выходил.
10 ноября 2022 года был включён в официальную заявку сборной Камеруна для участия в матчах чемпионата мира 2022 года в Катаре.